# Rolle (Theater)
Eine Rolle (nach mittellateinisch rotula: „Schriftrolle“) ist der Text, den ein Darsteller innerhalb eines Dramas zu sprechen hat, davon abgeleitet auch eine von ihm gestaltete Figur oder bloß ein Verhaltensmuster. Schauspielkunst besteht in der Ausgestaltung einer Rolle. Der Begriff wird in Schauspiel, Gesang und Tanz verwendet, gleichermaßen im Theater wie in Film und Fernsehen. 
In der Oper sowie dem Ballett spricht man meist von der Partie eines Sängers oder Tänzers. Vor allem in der Operette gibt es neben den gesungenen Partien auch Sprechrollen. In jeder Art Theater kennt man außerdem stumme Rollen, die meist Nebenrollen sind. Der Held des Stückes hat die Hauptrolle. Spielt ein Schauspieler mehrere Figuren, spricht man von einer Mehrfachrolle, bei zwei Figuren von einer Doppelrolle. In einer Aufstellung zu Beginn des Stücks (Dramatis personae) sind alle Rollen aufgezählt. Heute entscheidet zumeist der Regisseur über die Rollenbesetzung und leitet das Rollenstudium. 
Der Sammelbegriff für gleichartige Rollen nennt sich Rollenfach, darunter gibt es etwa die Charakterrollen. Führt eine Frau eine Männerrolle aus, spricht man von einer Hosenrolle.
Der Begriff der Rolle wird auch auf das tägliche Leben ausgedehnt, dort handelt es sich um soziale Rollen, mit denen sich die Sozialpsychologie und die Soziologie beschäftigen.

## Begriffsgeschichte
Der Ausdruck stammt von der Schriftrolle her, die für längere Texte, etwa bei Reden, von der Antike bis in die Neuzeit hinein gebräuchlich war (siehe auch Dirigierrolle). Texte für Schauspieler waren im späteren 16. Jahrhundert, als dieser Begriff im Theater üblich wurde, in Rollenform notiert. 
Bei ungedruckten Theaterstücken, also den meisten des Repertoires, wurde bis ins 19. Jahrhundert für jeden Schauspieler nur der Text der eigenen Rolle ausgeschrieben – meist mit Stichworten, die den Einsatz bezeichneten. Der Name der Figur stand zusammen mit dem Stücktitel auf dem Deckblatt. Schauspieler konnten selten das ganze Stück lesen, sondern kannten nur ihre Rolle. Dies geschah nicht nur aus arbeitsökonomischen Gründen, sondern verhinderte auch, dass das Stück in Umlauf kam und von anderen Theatertruppen nachgespielt werden konnte.